# Gábor Sára (dramaturg)
Gábor Sára (Budapest, 1992 –) magyar dramaturg.

## Életpályája
2011-ben érettségizett az ELTE Radnóti Miklós Gimnázium diákjaként.  2013-2018 között a Színház- és Filmművészeti Egyetem dramaturg szakos hallgatója volt. 2018-2022 között az Örkény Színház tagja.

## Fontosabb munkái
- Burok – a táguló idő összehúzódásai (dramaturg) – 2018 – Tünet Együttes
- Izland – Magyarország (dramaturg) – 2018 – Fejlesztés alatt Q Társulat
- 1089 (színház az orrod hegyén) (dramaturg) – 2017 – Ódry Színpad
- Sömmi (dramaturg) – 2017 – k2 Színház
- Memo (színész) – 2016 – rendezteː Tasnádi István
- Gyásztánc (dramaturg) – 2016 – Manna Produkció
- Brand (dramaturg) – 2016 – Ódry Színpad
- Bádogdob (dramaturg) – 2016 – Katona József Színház
- Epifánia királynő (dramaturg) – 2015/2016 – Ódry Színpad
- Don Quijote voltam (szövegváltozat) – 2015 – Bartók Kamaraszínház és Művészetek Háza
- Kohlhaas (író) – 2015 – Szkéné Színház
- Szása (színész) – 2009 – Centrál Színház